# Astragalus reduncus
Astragalus reduncus är en ärtväxtart som beskrevs av Pall.. Astragalus reduncus ingår i släktet vedlar, och familjen ärtväxter. Inga underarter finns listade i Catalogue of Life.